# Deportarea balkarilor
Deportarea balkarilor este mutarea forțată a balkarilor de pe teritoriul RASS Kabardino-Balkară ca urmare a deciziei prin decizia Comitetului de Apărare a Statului⁠(d). Mutarea a fost efectuată de  Comisariatul Poporului pentru Afaceri Interne al URSS în perioada 8 – 9 martie 1944 în regiuni din Kazahstan și Kîrgîzia. Au fost deportate 37.713 persoane. Inițiatorul și organizatorul represiunii a fost  Lavrenti Beria. Motivația oficială a fost reprezentată de presupusa colaborare a unor membri ai comunității balkare cu forțele de ocupație naziste în timpul celui de-al Doilea Război Mondial. Deportarea a fost declarată de către cele mai înalte organe de conducere sovietice și mai târziu ruse ca fiind ilegală, criminală, întrunind caracteristicile unui act de genocid.

## Contextul general
În august 1942, cinci raioane ale RASS Kabardino-Balkară au fost ocupate de trupele germane. La 24 octombrie 1942, a fost ocupat orașul Nalcik. În timpul retragerii forțelor sovietice, întreprinderile industriale au fost părăsite cu echipamentele lor în stare de funcționare. Au mai rămas în urma retragerii sovieticilor: 314,9 mii oi (din care 248 de mii au fost sacrificate sau trimise în Germania de forțele ocupante), 45,5 mii de capete de bovine (peste 23 mii au fost sacrificate sau trimise în Germania), 25,5 mii de cai (din care aproximativ 6 mii au fost sacrificați sau trimiși în Germania ). Autoritățile sovietice au planificat organizarea mai multor detașamente de partizani cu un număr total de până la o mie de oameni. Dar, datorită faptului că familiile partizanilor nu au fost evacuate, aceste unități s-au dezintegrat rapid. A fost posibil să se adune un singur detașament, format din 125 de luptători. În consecință, conducerea republicii nu a reușit să organizeze mișcarea de partizan. La începutul anului 1943, teritoriul republicii autonome a fost eliberat în întregime de Armata Roșie. Orașul Nalcik a fost eliberat de trupele Armatei a 37-a (Grupul de forțe Nord a al Frontului Transcaucazian) împreună cu partizanii din balkari. În ciuda acestui fapt, începând din mai 1943, 44 de grupuri de rebeli antisovietici (941 persoane) erau active în republică, care, conform cifrelor oficiale, îi includea și foști activiști ai partidului.

## Motivele deportării

### Stalinismul
Se consideră că motivul deportării balkarilor, într-un sens mai larg, este stalinismul și sistemul care a permis organizarea represiunii și terorii împotriva popoarelor sovietice . Deportarea poporului balkar a devenit posibilă și pentru că, în perioada represiunii din anii 1920 și 1930, principala condiție pentru unirea Kabardiei și Balkariei pe baza egalității în cadrul organelor guvernamentale a fost încălcată. Înainte de război, populația republicii era de 359.236 de persoane. 17.000 de cetățeni au fost arestați din motive politice, 9.547 dintre aceștia au fost urmăriți penal, iar 2.184 de oameni au fost împușcați. Printre victimele represiunii s-au numărat persoane din toate categoriile sociale – începând cu funcționarii de partid și ai puterii locale sovietice, continuând cu oameni de știință sau artiști și terminând cu muncitori și țărani. Represiunile au continuat în perioada interbelică și în anii de război. Toate persoanele condamnate pe nedrept au fost reabilitate în anii 1950-1960. Acuzațiile false împotriva oficialilor balkari ai partidului au fost folosite în 1944 împotriva întregului popor balkar.

### „Contribuția mică”
Balkarii au fost acuzați că au adus o „contribuție mică” la lupta împotriva invadatorilor și, mai mult, au fost acuzați de „trădare” și de incapacitatea lor „să apere Elbrusul”. La 23 februarie, primul secretar al Comitetului de partid al regiunii Kabardino-Balkare, a prezentat în numele lui Beria un raport „Informare cu privire la starea regiunilor balkare ale RASS Kabardino-Balkară”. În această informare, autorul a descris în particular activitatea mai multor formațiuni de crimă organizată din republică. Bandele ar fi colaborat activ cu germanii și ar fi primit de la ei arme și provizii. Scopul lor principal era să se opună puterii sovietice. „Bandiții” ari fi atacat și fermele colective, ar fi furat vite, ar fi luat arme de la gardieni și alimente de la colhoznici. În evidența operațională a NKVD și NKGB republicane erau 1.737 de persoane. Informarea se încheia cu cuvintele: 
„Pe baza celor de mai sus, considerăm că este necesară soluționarea problemei relocării balkarilor în afara RASS Kabardino-Balkară”
 Beria i-a trimis lui Stalin pe 24 februarie o telegramă secretă prin care a explicat necesitatea deportării după cum urmează::
„... în 1942, elementele antisovietice din Balkaria și-au intensificat în mod semnificativ activitatea dușmănoasă în spatele Armatei Roșii, au creat grupuri banditești-insurgente, folosind dezertorii din Balkaria, care au fugit de pe front ... În raioanele balkare, o parte dintre liderii sovietici și activiștii partidului au intrat în bande ... Ocuparea de către germani a fost întâmpinată de majoritatea balkarilor cu bunăvoință... La cererea germanilor și a emigranților Șokmanov și Kemmetov aduși de ei, balkarii au convenit cu karaciaii să unească Balkaria cu Karaciaia...”
Potrivit lui Pavel Polian, deportările popoarelor, inclusiv a balkarilor, nu au fost acțiuni preventive, ci acte de „pedepsire” pentru crimele comise sau doar presupuse a fi fost comise în timpul războiului împotriva URSS.
Conducerea NKVD-ului republican a fost înlocuită pentru „subestimarea” numărului de grupuri de „bandiți”. Șefii nou-sosiți au corectat rapid statisticile în conformitate cu dorințele șefilor. Noii indicatori au devenit unul dintre motivele deportării balkarilor .

### Expansiunea teritorială georgiană
RSS Georgiană a beneficiat de asemenea de pe urma deportărilor și și-a crescut teritoriul. A avut loc un schimb de teritorii între RSFS Rusă și RSS Georgiană, în componența căreia au intrat teritoriile din Osetia și Daghestan de unde fuseseră deportate diverse grupuri etnice..

## Desfășurarea evenimentelor

### Pregătirea operațiunii
Premisele pregătirii deportării au fost următoarele:
1. S-au fabricat informații deliberat false despre situația din republică, amestecând un număr mic de fapte reale cu multe altele neadevărate. Iar acest lucru a fost făcut în ciuda faptului că, în rapoartele cu privire la confruntările dintre puterea sovietică și o parte a populației republicii din timpul ocupației germane, balkarii nu s-au remarcat în mod deosebit.
2. Din 1944, au început să apară rapoarte de la Konstantin Bziava și Stepan Filatov, comisarii poporului pentru afaceri interne și securitatea statului din RASS Kabardino-Balkară. Rapoartele lor care evaluau în mod negativ comportamentul populației balkare au jucat un rol important în justificarea deportării oamenilor[13].

În ianuarie 1944, la nivelul conducerii NKVD din URSS au început discuțiile preliminare cu privire la posibilitatea deportării balkarilor și a început dezvoltarea unui plan operațional. . Pe 23 februarie, Zuber Dokșukovici Kumehov, președintele Sovietului Comisarilor Poporului din RSSA Kabardino-Balkaria, etnic kabardin, a semnat „Informație privind starea regiunilor balkare ale RSSAKB”. O zi mai târziu,  Stalin a primit o propunere din partea lui  Beria pentru deportarea balkarilor.. Foarte repede, pe 26 februarie, Beria a semnat un ordin al NKVD al URSS nr. 00186 „Cu privire la măsurile de evacuare a populației balkare din RASSKB”. Cu o zi înainte, în timpul unei întâlniri la care au participat Beria, Serov, Kobulov⁠(d) și secretarul comitetului regional de partid kabardino-balkarian Zuber Dokșukovici Kumehov, a fost planificată o călătorie în regiunea Elbrus.
Când a sosit în regiunea Elbrus pe 2 martie, Beria, (care a fost însoțit de Kobulov și  Mamulov, l-a informat Kumehov despre hotărârea luată pentru evacuarea balkarilor și transferul raioanelor locuite de ei  Georgiei, pentru crearea unei linii defensive pe versanții nordici ai  Caucazului Mare. Pe 5 martie, Comitetul de Apărare a Statului a emis Ordinul nr. 5309 privind evacuarea balkarilor din RASS Kabardino-Balkară. 
În aceeași zi, pe 5 martie au ajuns în satele balkare unitățile militare care aveau să participe la deportare. Populația a fost informată că trupele au sosit pentru odihnă și completarea efectivelor. Conducerea generală a deportării a fost încredințată deputaților Comisarului poporului pentru Afaceri Interne al URSS, general-colonel I. Serov și general-colonel B. Kobulov. Deportarea trebuie să fie coordonată direct în teren de general-maior Ivan Piașev și de adjunctul său M. Sladkevici și de comisari poporului (securitatea statului și afaceri interne) - Stepan Filatov și Konstantin Bziava . Pentru operațiune au fost alocate trupe ale  Armatei Roșii și ale NKVD-ului însumând peste 21 de mii de oameni.. Teritoriul locuit de balkari a fost împărțit în 5 sectoare: Elbrusski, Cegemski, Hulamo-Bezengievski, Cerekski și Nalcikski. Primele patru zone erau locuite majoritar de o populație de etnie balkară, iar a cincea - a orașului Nalcik, cuprindea balkarii care locuiau în regiuni în care nu erau majoritari.

### 8 martie 1944
Deși ziua începerii operațiunii a fost stabilită pentru 10 martie, deportarea a fost efectuată mai devreme. . În dimineața zilei de 8 martie 1944, populației i s-a ordonat să se pregătească pentru drum. Întreaga operațiune de evacuare a balkarilor a durat două ore. Întreaga populație a fost evacuată fără excepție: veterani ai  Războiului Civil și ai  Marelui Război pentru Apărarea Patriei, invalizi de război, părinți, soții, copii ai soldaților din prima linie, deputați ai sovietelor la toate nivelurile, lideri ai partidului și ai organelor sovietice. Balkarii din întreaga republică au fost transportați cu camioane „ Studebaker” la gara din Nalcik, unde erau încărcați în vagoane de cale ferată. În total au fost organizate 14 eșaloane. Fiecare tren era format din 56 de vagoane, cu 40-45 de persoane în fiecare vagon. În documentele oficiale, aceste transporturi au primit numele de cod „Caucazul de Nord - 455” .

### Finalizarea operațiunii
La 11 martie, Beria i-a raportat lui Stalin că „37.103 de persoane au fost evacuate din Balkaria”
. Departamentului de Statistică al Kabardino-Balkariei raportase în martie 1943 că populația totală a republicii era de 292.683 de persoane.. Potrivit unui raport al NKVD, până la 24 martie, după 18 zile de călătorie în vagoane destinate transportului de animale (fără paturi și sobe pentru încălzire), 562 de persoane au murit de foame, frig și boli.
Pe 8 aprilie 1944 a fost emis Decretul Prezidiului Sovietului Suprem al URSS privind deportarea balkarilor care locuiau în RASS Kabardino-Balkară și redenumirea republicii în RASS Kabardină. Muntele Elbrus și regiunea învecinată au fost transferate în Georgia sovietică. Ceva mai târziu, între 5 și 10 mai, două duzini de familii balkare au fost deportate de pe teritoriul fostului Karaciai (la acea vreme regiunea Kluhor din Georgia). Numărul total al balkarilor supuși deportării a ajuns astfel la 37.713 persoane.

### Distribuția în regiunile de deportare
Balkarii evacuați au fost distribuiți în noile zone de reședință, după cum urmează :
- Republica Sovietică Socialistă Kazahă — 16.684 de oameni (4.660 de familii)
- Republica Sovietică Socialistă Kirghiză — 15.743 de oameni (9.320 de familii)
- Republica Sovietică Socialistă Uzbecă — 419 oameni (250 de familii)
- Republica Sovietică Socialistă Tadjică — 4 oameni
- Regiunea Irkutsk — 20 de oameni
- raioane ale Extremului Nord — 14 oameni.

Toți  coloniștii speciali au fost înregistrați, și supuși verificării lunare obligatorii la birourile locale ale comandantului organelor Ministerului de Interne. Era interzisă părăsirea zonei de deportare fără aprobarea comandantului. Absența neautorizată a fost echivalată cu evadarea și a implicat răspunderea penală.. Pentru orice încălcare, inclusiv insubordonarea față de comandant, coloniștii speciali erau supuși pedepsei administrative sau penale .

## Efecte
Deportarea a avut o serie de consecințe negative: distrugerea fizică a unei părți a grupului etnic balkar, distrugerea structurilor politice, socio-economice și culturale ale balkarilor și eliminarea statalității balkare. Dezvoltarea economică a republicii Kabardino-Balkare a fost de asemenea puternic afectată: populația rămasă a fost obligată să lucreze terenurile agricole de pe care plecaseră țăranii balkari.. A apărut și o ruptură între generații: din cauza deportării, membrii familiilor au fost separați, iar tradițiile legate de transferul de cunoștințe de la părinți la copii a fost afectate puternic.

### Modificările de frontieră
Între 1944 și 1957, părțile de sud-vest ale raioanelor Elbrus și Nagornî din RASS Kabardină au fost incluse în regiunea Verhnesvanetski din RSS Georgiană, schimbând, în acest sens, granița dintre RSFS Rusă și RSS Georgiană . Granița „de la pasul Burun-Taș merge spre est de-a lungul râului Malka până la o înălțime de 2877, apoi spre sud-est de-a lungul râului Islam-Chai printr-o înălțime de 3242 la pasul Kîrtîk-Auș, spre sud-est de-a lungul râului Kîrtîk, la vest de sat Verhnîi Baksan și spre sud de-a lungul râului Adîr-Su, până la trecătoarea Mestia".

### Evoluția numărului balkarilor
Conform statisticilor, numărul balkarilor a atins cel mai scăzut nivel în octombrie 1948 – 31.700 de oameni. Oamenii au murit din cauza traiului în regiuni cu climă greu de suportat, a bolilor și malnutriției. D. Ediev citează următoarele date în cadrul unui studiu de evaluare:
| Lună an            | martie 1944 | martie 1944 | decembrie 1944 | octombrie 1945 | octombrie 1946 | octombrie 1948 | ianuarie 1949 | iunie 1949 | iulie 1949 | ianuarie 1950 | iulie 1950 | ianuarie 1953 | ianuarie 1954 | ianuarie 1959 | ianuarie 1970 | ianuarie 1979 | ianuarie 1989 |
| Numărul de balkari | 38.300      | 37.200      | 33.000         | 33.300         | 32.900         | 31.700         | 32.000        | 32.000     | 32.600     | 32.800        | 31.800     | 33.300        | 34.000        | 42.400        | 59.500        | 72.400        | 85.100        |

### Educația
Pentru asimilarea și ștergerea bazei istorice și culturale a popoarelor reprimate, limba și tradițiile culturale au fost excluse de pe lista celor susținute oficial de stat. Copiilor balkari le-a fost dificil să urmeze cursurile școlilor: doar unul fiecare șase copii balkari era înscris la o formă de învățământ.. Pentru tinerii din rândul familiilor deportate exista posibilitatea urmării cursurilor universitare, dar numai în unitățile de învățământ superior din republicile în care locuiau coloniștii speciali.

### Reîntoarcerea
Prezidiul Sovietului Suprem al URSS a emis pe 28 aprilie 1956 un decret „Cu privire la ridicarea restricțiilor în statutul juridic al tătarilor din Crimeea, balkarilor, turcilor - cetățeni ai URSS, kurzilor, hemșililor și membrii familiilor lor, evacuați în timpul Marelui Război Patriotic” . Deși decretul nu prevedea că scoaterea oamenilor din registrul așezărilor speciale implica și întoarcerea lor în Caucaz, repatrierea balkarilor a devenit o realitate. Aceasta, în parte, a grăbit adoptarea deciziilor oficiale. Comitetul Central al Partidului Comunist al Uniunii Sovietice a adoptat pe 24 noiembrie  1956 decizia „Cu privire la restabilirea autonomiei naționale a kalmicilor, karaciailor, balkarilor, cecenilor și ingușilor”, în care deportarea a fost recunoscută ca un act arbitrar și ilegal. Prezidiul Sovietului Suprem al URSS a emis pe 9 ianuarie 1957 un decret „Cu privire la transformarea RASS Kabardină în RASS Kabardino-Balkară”. A început o întoarcere masivă a balkarilor pe pământurile natale. Cea mai mare parte a balkarilor revenit până la mijlocul anului 1958. În perioada 1957-1959 s-au întors 9.327 de familii balkare, adică un total de 35.274 de persoane . Până în 1979, aproximativ 90% din totalul balkarilor deportați s-au reîntors în Caucaz. Din diverse motive, unii dintre deportați au decis să nu se reîntoarcă în Caucaz. Unii dintre ai au decis că acum, după ce li se restabiliseră toate drepturile economice și politice,  puteau locui oriunde în Uniunea Sovietică. Alții nu doreau să renunțe la carierele sau gospodăriile pe care reușiseră să le construiască în regiunile de deportare. Au mai exista și balkari care întemeiaseră familii cu reprezentanți ai etniilor locale și nu doreau să plece de lângă rudele lor. Potrivit recensământului unional din 1989, în Kazahstan locuiau  cel puțin 2.967 de balkari, iar în Kârgâzstan alți 2.131.

### Reabilitarea balkarilor
Sovietul Suprem al URSS a adoptat pe 14 noiembrie 1989 o Declarație , în care toate popoarele reprimate din RSFS Ruse au fost reabilitate și actele represive împotriva lor la nivel de stat au fost recunoscute ca fiind ilegale și criminale.
În 1991, a fost adoptată legea RSFS Ruse „Cu privire la reabilitarea popoarelor reprimate”, care recunoaște dreptul popoarelor reprimate de a-și restabili integritatea teritorială, precum și de a primi compensații din partea statului.
Pe 10 iunie 1993, guvernul Federației Ruse a adoptat hotărârea „Despre sprijinul socio-economic al poporului balkar”. Pe 3 martie 1994 a fost emis un decret „Cu privire la măsurile pentru reabilitarea poporului balkar și sprijinul statului pentru revigorarea și dezvoltarea acestuia”.
Legea RSFS Ruse din 26 aprilie 1991 nr. 1107-1 „Cu privire la reabilitarea popoarelor reprimate” a recunoscut actele represive ca fiind cu caracter ilegal și de  infracțiune. Actul de deportare de către stat a fost recunoscut ca genocid. Articolul 4 din această lege a declarat că agitația care împiedică reabilitarea popoarelor reprimate nu este permisă, iar cei care comit astfel de acțiuni ar trebui să fie trași la răspundere.

## Soarta organizatorilor deportării
Participanții la operațiunile de evacuare a popoarelor  Caucazului de Nord au fost recomandați de Beria pentru premii. Președintele Sovietului Suprem al URSS,  Mihail Kalinin, a semnat pe 8 martie 1944 un decret privind atribuirea de decorații cekiștilor și militarilor pentru îndeplinirea exemplară a sarcinilor speciale ale guvernului.
În total, au fost premiate 714 persoane, dintre care:
- Ordinul Suvorov clasa I a fost acordat la 4 persoane
Lavrenti Beria, Bogdan Kobulov⁠(d),  Serghei Kruglov, Ivan Serov
- Ordinul Kutuzov clasa I — 3
- Ordinul Suvorov clasa a II-a — 13
- Ordinul Kutuzov clasa a II-a — 17
- Ordinul Steagul Roșu — 79
- Ordinul Războiului Patriotic clasa I— 47
- Ordinul Războiului Patriotic clasa a II-a — 61
- Ordinul Steaua Roșie — 120
- Medalia „Pentru curaj” — 259
- Medalia „Meritul Militar” — 111 persoane.

Prezidiul Sovietului Suprem al URSS a emis pe 4 aprilie 1962 un decret „Despre abolirea decretului Prezidiului Sovietului Suprem al URSS din 8 martie 1944 «Cu privire la acordarea ordinelor și medaliilor lucrătorilor Comisariatului Poporului pentru Afaceri Interne și Comisariatului Poporului al Securității Statului»”. Ca urmare a acestui decret, li s-au retras ordinele și medaliile ofițerilor și personalului militar care au efectuat deportarea din Caucazul de Nord.
Propunerea pentru emiterea acestui decret a fost făcută de Anastas Mikoyan.
Mai mulți oficiali de prim rang ai securității statului au fost arestați și condamnați: Lavrenti Beria, Vladimir Dekanozov⁠(d), Bogdan Kobulov⁠(d), Amaiak Kobulov, Vsevolod Merkulov⁠(d) și alții. Ministrul Securității statului Viktor Abakumov a fost arestat încă în perioada în care Stalin se afla la putere, dar a fost executat după moartea acestuia.

## Evaluări ale experților
Doctorul în științe istorice A. V. Bakunin consideră că deportarea popoarelor a fost o crimă monstruoasă a totalitarismului stalinist. El mai menționează că acțiunea a fost ilegală și s-a desfășurat fără proces. Popoarele au fost private de statalitatea națională și au fost relocate în condiții nefavorabile și extreme, fiind lipsiți de locuințe și sprijin material normal. Majoritatea coloniștilor speciali, indiferent de vârstă, au fost trimiși la muncă fizică grea (în mine, construcții și lucrări forestiere) și, de asemenea, s-au regăsit în condițiile blocadei sociale și psihologice a organismelor de stat, care ai promovat în rândul populației ura față deportați, etichetați ca „dușmani poporului”. Analizând consecințele deportărilor din timpul războiului, doctor în științe istorice Nikolai Fedorovici Bugai   a afirmat:
„...în primul rând, s-a dat o lovitură notabilă prieteniei popoarelor, internaționalismului și cuceririlor Marii Revoluții din Octombrie. În anii 1940, politica lui Stalin și a acoliților săi a dat o lovitură internaționalismului. Relocarea, care a condus enorme pierderi umane, morale și politice, a contrazis toate principiile politicii naționale a lui Lenin. Cultura popoarelor a suferit daune notabile, au apărut dificultăți în construirea sovietică și de partid, autoritatea sovietelor ca organe guvernamentale  s-a prăbușit, principiile construirii statelor naționale au fost deformate, suveranitatea republicilor și a regiunilor autonome a fost încălcată, drepturile popoarelor la dezvoltarea lor liberă a fost încălcată.”
Cu toate acestea, în ciuda faptului că majoritatea cercetătorilor evaluează negativ deportările etnice efectuate în URSS în timpul războiului, un punct de vedere diferit poate fi distins în istoriografia modernă rusă. Scriitorul și demograful Oleg A. Platonov declară categoric că deportarea a fost o necesitate militară datorită faptului că „o parte semnificativă” a popoarelor deportate (germanii de pe Volga, kalmîcii, cecenii, ingușii, karaciaii, balkarii și alții) au fost recrutați și a cooperat activ cu trupele germane.

## Comemorări

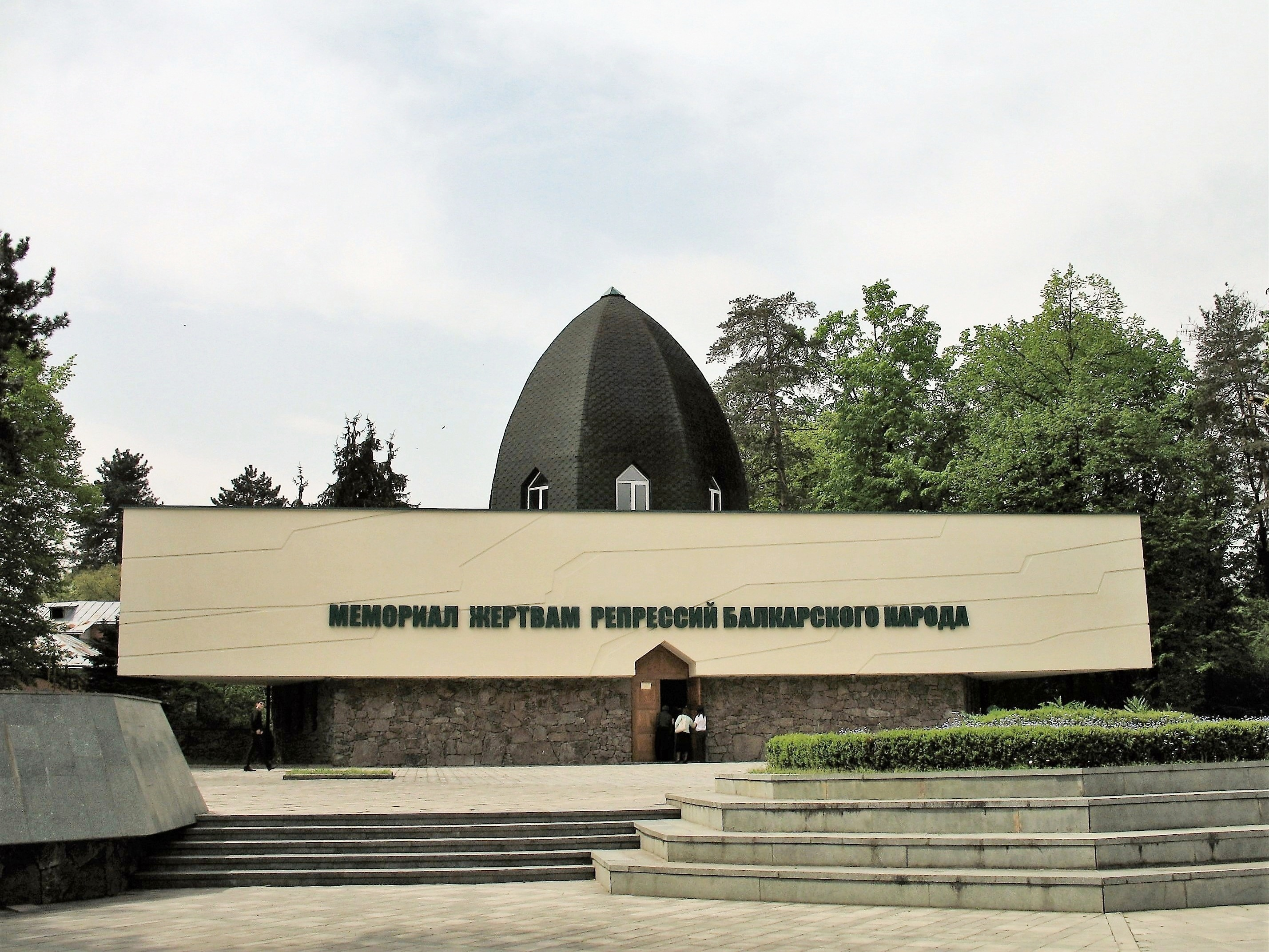
Monumentul ridicat în Nalcik în memoria victimelor deportărilor

- 8 martie  este „Ziua comemorării victimelor deportării poporului balkar”[81].
- 28 martie este „Ziua renașterii poporului balkar”[82][83]
- Pe 8 martie 2002 a fost inaugurat în Nalcik „Memorialul victimelor represiunii poporului balkar”[84][85]